# Jędrzej Mężyński
Jędrzej Mężyński (Mężeński) herbu Kościesza – poseł województwa płockiego na sejm 1563/1564 roku.
Był członkiem komisji do rewizji królewszczyzn na sejmie 1563/1564 roku.